# وادی دبا (فجیره)
وادی دبا (در عربی:  وادی دَبا ) روستای بزرگی در امارات متحده عربی.
این روستا از توابع شهر دبا الفجیره در نوار ساحلی دریای عمان از توابع امارت فجیره واقع شده‌است. این روستای در پایهٔ کوه حجر، و میان کوه و دریا واقع شده‌است، و دارای باغ‌های مرکبات است.

## چشمه آب شیرین و کشاورزی
در این روستا تعدادی چشمهٔ آب شیرین وجود دارد، لذا از لحاظ کشاورزی روستای نسبتاً بارونقی است، باغ‌های مرکبات و نخل خرما در روستا فراوان است.

## کشاورزی
محصولات کشاورزی این روستا عبارتند از: انار، پرتقال، نارنگی، لیمو ترش، لیمو شیرین، نارنج، خربزه، خیار، هندوانه، انبه، خرما، گوآوا، لوز، بادام، پاپای، موز، خیار و دیگر میوه‌ها. همچنین در فصول بارانی در این روستا جو و گندم و عدس نیز کشت می‌شود.

## جمعیت
جمعیت آن ۵۱۰ نفر (۲۱ خانوار) می‌باشند که از اهل سنت و مالکی مذهب هستند، عمدهٔ مردم روستا کشاورز هستند.